# Uhldingen-Mühlhofen (stacja kolejowa)
Uhldingen-Mühlhofen – stacja kolejowa w Oberuhldingen (gmina Uhldingen-Mühlhofen), w kraju związkowym Badenia-Wirtembergia, w Niemczech.
| Uhldingen-Mühlhofen               |  |                         |
| Linia Bodenseegürtel              |  |                         |
| Überlingen-Nußdorfodległość: 5 km |  | Salem odległość: 5,9 km |